# آيت كنزا نتاينيوت (إدا أوبوزية)
آيت كنزا نتاينيوت هو دُوَّار يقع بجماعة سيدي بوسحاب، إقليم شتوكة آيت باها، جهة سوس ماسة في المملكة المغربية. ينتمي الدوّار لمشيخة إدا أوبوزية التي تضم 18 دوار. يقدر عدد سكانه بـ 459 نسمة حسب الإحصاء الرسمي للسكان والسكنى لسنة 2004.

## وصلات خارجية
- البوابة الوطنية للجماعات الترابية
- المندوبية السامية للتخطيط